# Kadazan-Dusun Cultural Association

Logo der KDCA

Die Kulturgemeinschaft Kadazan-Dusun Cultural Association (KDCA) – vormals als Kadazan Cultural Association (KCA) bekannt – ist eine nicht-politische Vereinigung von 40 indigenen Stämmen in Sabah, Malaysia die zur Ethnie der Dusun bzw. Kadazan gehören. Die Zugehörigkeit zum Sammelbegriff der Kadazan-Dusun wird durch die Kadazandusun Cultural Association Sabah (KDCA) in Artikel 6 ihrer Verfassung festgelegt. Die Kulturgemeinschaft wird in der Kadazansprache als Koisaan Koubasanan Kadazandusun Sabah und auf Malaiisch Persatuan Kebudayaan Kadazandusun Sabah bezeichnet. Die Gemeinschaft kürzt sich selbst als Koisaan ab.

## Zugehörige Stämme
Die durch die Kulturgemeinschaft vertretenen Stämme sind in der Verfassung der Kadazandusun Cultural Association Sabah (KDCA) festgelegt. Gemäß Artikel 6 der KDCA-Verfassung ist der Begriff Kadazan-Dusun ein "allgemeines und umfassendes ethnisches Label, das auf Basis der jeweiligen Kultur, der Stammeszugehörigkeit, der Sprache, des Dialekts und der Sprechweise" folgende Ethnien umfasst:
| - BONGGI - BUNDU - DUMPAS - GANA - GARO | - IDAAN - KADAYAN - KIMARAGANG - KOLOBUAN - KUIJAU | - LINGKABAU - LIWAAN - LOBU - LOTUD - LUNDAYO | - MAKIANG - MALAPI - MANGKAAK - MINOKOK - MURUT | - NGABAI - PAITAN - PINGAS - RUMANAU - RUNGUS | - SINOBU - SINORUPU - SONSOGON - SUKANG - SUNGAI | - TATANA - TANGARA - TIDONG - TINDAL - TOBILUNG | - TOLINTING - TOMBONUO - TUHAWON - TUTUNG - BISAYA |

## Geschichte
Die Anfänge der KDCA gehen auf die Gründung der Kadazan-Gesellschaft Penampang (Society of Kadazan Penampang) im Jahr 1953 zurück. Dieser Verein ebnete den Weg für die Bildung der Kadazan Cultural Association Sabah (KCA) in 1963. Die Gemeinschaft wurde schließlich am 29. April 1966 unter dem malaysischen Vereinsgesetz (Malaysian Societies Act 1966) durch den stellvertretenden Vereinsregisterar J. P. Rutherford registriert.
Die Kulturgemeinschaft in ihrer heutigen Form wurde am 25. September 1991 gegründet. Den Vorsitz der KDCA hält derzeit Huguan Siou Honorable Datuk Joseph Pairin Kitingan inne.

## Huguan Siou
Der Titel "Huguan Siou" bezeichnet die institutionalisierte oberste Führungsposition der Kulturgemeinschaft.
Die Befugnis und Verantwortung für die Verleihung des Titels "Huguan Siou" für den obersten Führer der Kadazan-Dusun liegt allein beim KDCA. Bei einer Vakanz des Amtes kann die Kulturgemeinschaft eine außerordentliche Delegiertenversammlung zur Wahl eines neuen Huguan Siou einberufen. Allerdings lassen die Statuten auch ausdrücklich die Möglichkeit offen, das Amt nicht neuzubesetzen, falls keiner der zur Verfügung stehenden Stammesführer für ausreichend geeignet und würdig befunden wird, die hochgradig würdevolle und in den Augen der Kadazan-Dusun nahezu heilige Position des Huguan Siou auszufüllen.

## Ziele

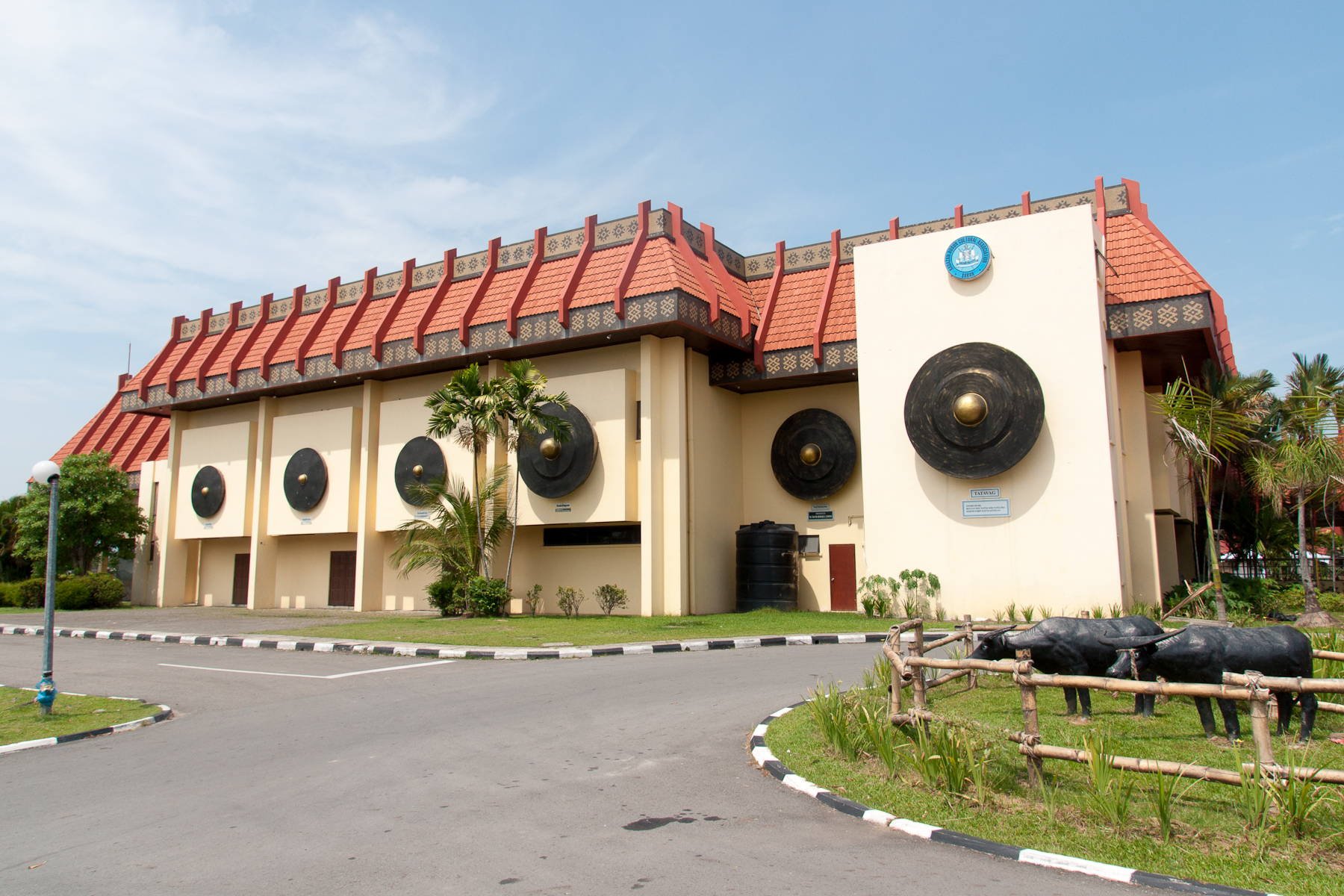
Hongkod Koisaan, die Einigkeitshalle

Seit den Anfängen in den frühen 1950er Jahren hat sich die KDCA auf die Bewahrung, Entwicklung, Bereicherung und Förderung der multi-ethnischen Kadazan-Dusun-Kultur konzentriert. Ohne die KDCA wäre wesentlich mehr des heute noch existierenden kulturellen Erbes der Kadazan-Dusun in Vergessenheit geraten, unwiederbringlich verloren gegangen oder durch die heute dominierenden, modernen Kulturen ersetzt worden. Die alle drei Jahre stattfindende Delegiertenkonferenz der KDCA bietet den Repräsentanten der verschiedenen Kadazandusun-Ethnien ein Forum, um diejenigen Angelegenheiten zu diskutieren, die die Ethnien und ihre Zukunft betreffen und um den vielfältigen Herausforderungen mit entsprechenden Entscheidungen und Maßnahmen zu begegnen.
Die Kulturgemeinschaft ist derzeit in verschiedene Aktivitäten der Erforschung, Dokumentation, Bewahrung, Entwicklung und Förderung der Kadazandusun-Kultur einbezogen:
- Sprache und Literatur;
- Bobolians und Rinaits;
- traditionelle Medizin;
- traditionelle Speisen und Getränke;
- Musik, Lieder, Tänze und Theater;
- traditionelles Kunsthandwerk; Handwerk und Design;
- traditionelle Sportarten;
- traditionelle Kleidung und Kostüme.

Im Zusammenhang mit der wachsenden weltweiten Zusammenarbeit indigener Völker geraten neuerdings auch völlig neue Kompetenzfelder in den Verantwortungsbereich der KDCA wie zum Beispiel das Recht an geistigem Eigentum und der Schutz traditionellen Wissens.
Die Kulturgemeinschaft spielt auch heute eine lebendige Rolle in der Pflege von Einheit, Freundschaft und Zusammenarbeit innerhalb der multikulturellen Bevölkerung von Sabah durch die Beteiligung an Kulturveranstaltungen und -festen wie etwa das "Kaamatan Festival" auf Dorf-, Distrikts- und Landesebene. Über viele Jahre hinweg entsandte sie Folkloregruppen zu Freundschaftsbesuchen in andere malaysische Staaten, in die benachbarten asiatischen Länder und nach Europa, Amerika, Kanada und Neuseeland.

## Hongkod Koisaan
Das kulturelle Zentrum der Vereinigung ist die Hongkod Koisaan, die "Einigkeitshalle" in Penampang. Die traditionellen Rituale, die vormals von den bobolians in den Reisfeldern zelebriert wurden, finden heute auf dem Gelände der Kulturvereinigung statt. Die Halle wird allerdings nicht nur für die Feiern zum kaamatan, sondern auch als Badmintonhalle, als Tagungs- und Konferenzhalle, für Empfänge und für private Feste genutzt. Auf dem Gelände ist außerdem ein Freiluftmuseum untergebracht, das verschiedene Formen indigener Behausungen zeigt.

## Jugendorganisation
Die Nachwuchsorganisation der KDCA ist die Kadazandusun Youth Development Movement (KDYDM). Ihr Hauptziel ist die Einbindung der jüngeren Generation in die Aktivitäten der Kulturgemeinschaft.